# Bodenfelde
Bodenfelde je německá obec v zemském okrese Northeim ve spolkové zemi Dolní Sasko. Nachází se na pravém břehu řeky Vezery 30 km severozápadně od města Göttingen a na jižním okraji přírodního parku Solling-Vogler.

## Historie
První písemná zmínka pochází z roku 833 z listiny císaře Ludvíka Pobožného.

## Místní části
- Amelith
- Bodenfelde (hlavní část)
- Nienover
- Polier
- Wahmbeck